# Iñaki Muñoz Oroz
 Iñaki Muñoz Oroz (Pamplona, Spanje, 2 juli 1978) is een gewezen Spaanse middenvelder.
Hij heeft zijn jeugdopleiding genoten bij CA Osasuna, waar hij in 1997 debuteerde bij het B elftal.  Na drie seizoenen werd hij voor één jaar uitgeleend aan het in Segunda División B spelend CD Toledo.  Na een succesvolle campagne met 32 selecties en 3 doelpunten, keerde hij terug naar Osasuna, waar hij in het A elftal werd opgenomen.  Zo kende hij zijn debuut in de Primera División. Hij speelde daar zes succesvolle seizoenen met 131 wedstrijden en 11 doelpunten, waarna hij tijdens de zomer van 2007 een tweejarig contract tekende bij reeksgenoot Athletic Club uit Bilbao.  Dit contract werd nog met één jaar verlengd, maar tijdens het seizoen 2009-2010 kwam bij maar moeilijk aan spelen toe, waardoor hij besloot om een stapje terug te zetten en voor het seizoen 2010-2011 te tekenen bij het in Segunda División A spelend FC Cartagena.  De ambitieuze ploeg kende een moeilijke tweede ronde waardoor het op een teleurstellende dertiende plaats terechtkwam.  Daardoor werd de ploeg voor het daaropvolgende seizoen grondig vernieuwd.  Een van de slachtoffers was Muñoz.  De speler daalde nog één niveau en kwam vanaf het seizoen 2011-2012 terecht bij het net naar Segunda División B gedegradeerde UD Salamanca.  Toen deze ploeg haar ambitie niet waar kon maken om terug te keren naar het tweede niveau van het Spaanse voetbal, verhuisde de speler tijdens het seizoen 2012-2013 naar een reeksgenoot, CD Izarra.  De ploeg kon zich echter niet handhaven, zodat de speler zich vanaf het seizoen 2013-2014 in de Tercera División bevond.